# 1906

## Esdeveniments
Països Catalans
- Barcelona: la companyia La Catalana inaugura la primera línia d'autobusos urbans d'Espanya.[1]
- Fundació de la Solidaritat Catalana.
- Fundació del Liceu Escolar de Lleida.
- 1 de febrer, Barcelona: S'acaba d'imprimir el poemari Els fruits saborosos, de Josep Carner.[2]
- 13-18 d'octubre, Barcelona: I Congrés Internacional de la Llengua Catalana.
- 21 d'octubre, Santiago de Xile: Es va fundar el Centre Català de Santiago de Xile.
- Construcció de Cal més Xic
- Miquel Costa i Llobera publica Horacianes, el seu principal llibre de poemes.

Resta del món
- 18 d'abril, San Francisco, Estats Units d'Amèrica: El Terratrèmol de San Francisco de 1906 arrasa la ciutat.[3]
- 9 de juny: s'inicia la guerra entre Guatemala i El Salvador.
- 26 i 27 de juny, afores de la ciutat de Le Mans, França: Es disputa el Gran Premi de França de 1906 en un circuit tancat de carreteres públiques.
- 20 de juliol: Guatemala, Hondures i El Salvador signen el Tractat de Pau, Amistat i Comerç a bord del creuer Marblehead.
- 12 de novembre: Santos Dumont realitza el primer vol públic d'un aeroplà a París, França.
- 30 de desembre, Dacca (actualment Dhaka, Bangladesh): fundació de La Lliga Musulmana de l'Índia (en anglès All-India Muslim League, en bengalí নিখিল ভারত মুসলিম লিগ, en urdú آل انڈیا مسلم لیگ), fou originàriament el partit que representà els musulmans del subcontinent indi durant la lluita de la independència a l'època del Raj Britànic.[4]
- Estats Units d'Amèrica: Primer programa de veu i música emès per ràdio a Amèrica, per Reginald Fessenden, que consistí en una lectura de la bíblia i una nadala.[5]
- Fundació del Real Club Deportivo de La Coruña.
- Picasso pinta Les senyoretes del carrer d'Avinyó.

### Premis Nobel
- Física: Joseph John Thomson
- Química: Henri Moissan
- Medicina: Camillo Golgi i Santiago Ramón y Cajal
- Literatura: Giosuè Carducci
- Pau: Theodore Roosevelt

## Naixements
Països Catalans
- 25 de gener - València: Tina de Jarque, vedet, actriu i cantant catalana (m. 1937).[6]
- 10 de març - Torregrossa, Pla d'Urgell: Miquel Badia i Capell, polític català
- 3 d'abril, Castellfollit de la Roca: Francesca Casaponsa, metgessa de la Bisbal, primera col·legiada a Girona (m. 1990).[7]
- 9 d'abril - Palma, Mallorca: Catalina Valls Aguiló –Catina Valls–, actriu de teatre mallorquina i directora teatral (m. 1999).[8]
- 21 de juny - Barcelona: Lluís Maria Millet i Millet, músic català, director de l'Orfeó Català (m. 1990).[9]
- 5 de juliol - Elx: Alejandro Ramos Folqués, arqueòleg valencià. Fundador del Museu Arqueològic d'Elx.[10]
- 16 d'octubre - Sabadell: Maria Teresa Bedós, pintora catalana (m. 1988).[11]
- 14 de novembre - Palamós: Carles Nyssen i Vicente, fotògraf català
- 6 de desembre - Barcelona: Montserrat Pérez Iborra, empresària i pedagoga catalana (m. 1981).[12]
- 30 de desembre - Campdevànol: Concepció Casanova i Danès, filòloga, poeta, mestra i traductora (m. 1991).[13]
- Mataró: Enric Fité i Sala, cineasta amateur
- Aielo de Malferit, València: Maria Àngels Belda Soler, cronista oficial d'Aielo de Malferit i una de les primeres dones a accedir a estudis universitaris a la ciutat de València.
- Manresa: Maria Noguera Puig, esmaltadora i pintora catalana (m. 2002).[14]
- Sant Feliu de Guíxols: Maria Pou i Bosc, pintora catalana (m. 1981).[15]

Resta del món
- 12 de gener Shanghai (Xina): Cai Chuseng, guionista, productor i director de cinema xinès (m. 1968).[16]

- 15 de gener, Esmirna, Imperi Otomà: Aristotelis Onassis, armador grec.
- 27 de gener, Madrid: Constancia de la Mora Maura, alta funcionària de la Segona República espanyola exilada (m. 1950).[17]
- 2 de febrer: Pu Yi, últim emperador de la dinastia xinesa-manxú dels Qing.
- 4 de febrer: Breslau, Silèsia, Alemanya; avui Wrocław, Polònia: Dietrich Bonhoeffer, pastor i teòleg luterà.
- 26 de febrer,
  - West Bromwich: Madeleine Carroll, actriu britànica, molt popular en les dècades de 1930 i 1940 (m. 1987).[18]
  - Madrid: José Orjas, actor espanyol (m. 1983).[19]
- 9 de març, Decatur (Indiana), Estats Units, David Smith, escultor estatunidenc.
- març, Rochester, Nova York: Susan Brownell Anthony, líder del moviment estatunidenc dels drets civils (n. 1820).[20]
- 16 de març, Granada: Francisco Ayala, advocat i escriptor espanyol.
- 17 de març, Berlínː Brigitte Helm, actriu de cinema alemanya, protagonista de film mut Metropolis (1927) (m. 1996).[21]
- 19 de març, Bremerhaven: Elisabeth Kadow, artista tèxtil alemanya, alumna de Bauhaus.[22]
- 31 de març, Tòquio (Japó): Sin-Itiro Tomonaga, físic japonès, Premi Nobel de Física de l'any 1965.
- 6 d'abril, Baltimore, Maryland: Virginia Hall, espia nord-americana durant la Segona Guerra Mundial (m. 1982).[23]
- 9 d'abril, Marbella, Màlaga: Rafaela Aparicio, actriu teatral, televisiva i cinematogràfica espanyola (m. 1996).[24]
- 11 d'abril, South Bend, Indiana, Estats Units: Dale Messick, artista de còmics estatunidenca (m. 2005).[25]
- 4 d'abril, Tòquio: Yasuo Haruyama, futbolista.
- 13 d'abril: Samuel Beckett, escriptor irlandès, Premi Nobel de Literatura en 1969 (m. 1989).[26]
- 18 d'abril: Brno, Moràvia: Kurt Gödel, matemàtic austríac (nacionalitzat estatunidenc el 1948) (m. 1978).[27]
- 2 de maig: 
  - Philippe Halsman, fotògraf letó-estatunidenc
  - Newport, Rhode Island: Aileen Riggin, saltadora i nedadora estatunidenca, medallista olímpica (m. 2002).[28]
- 6 de maig, Dresden: Wera Meyer-Waldeck, arquitecta alemanya, alumna de la Bauhaus.[29]
- 8 de maig: Roberto Rossellini, cineasta italià.
- 17 de maig, Zagreb: Zinka Milanov, soprano croata (m. 1989).[30]
- 20 de maig, Karlsruhe: Ellen Auerbach, fotògrafa estatunidenca d'origen alemany.[31]
- 28 d'abril, Brno, Imperi Austrohongarès: Kurt Gödel, matemàtic austríac-americà
- 2 de juny, Venècia (Itàlia): Carlo Scarpa, arquitecte i dissenyador italià (m. 1978).[32]
- 3 de juny, Saint Louis (Missouri): Joséphine Baker, actriu franco-estatunidenca.[33]
- 19 de juny, Berlín, Alemanya: Ernst Boris Chain, bioquímic, Premi Nobel de Medicina o Fisiologia de 1945 (m. 1979).[34]
- 22 de juny: 
  - Billy Wilder, director de cinema estatunidenc.
  - Englewood, Nova Jersey: Anne Morrow Lindbergh, escriptora i aviadora nord-americana (m. 2001).[35]
- 24 de juny, París, França: Pierre Fournier, violoncel·lista francès.[36]
- 28 de juny, Katowice (Imperi Alemany, actual Polònia): Maria Göppert-Mayer, física estatunidenca d'origen alemany, Premi Nobel de Física de l'any 1963 (m. 1972).[37]
- 1 de juliol, Queens, Ciutat de Nova York: Estée Lauder, empresària estatunidenca de cosmètica (m. 2004).[38]
- 2 de juliol: 
  - Estrasburg, França: Hans Bethe, físic alemany, nacionalitzat nord-americà, guardonat amb el Premi Nobel de Física l'any 1967 (m. 2005).[39]
  - Berna, Suïssa: Carmen Mory, espia al servei de l'Alemanya nazi durant la Segona Guerra Mundial (m. 1947).[40]
- 19 de juliol, Montevideo: Susana Soca Blanco, poeta uruguaiana resident a França (m. 1959).[41]
- 23 de juliol, Imperi austrohongarès: Vladimir Prelog, químic, Premi Nobel de Química de l'any 1975
- 5 d'agost:
  - Sant Petersburg, Imperi Rus: Wassily Leontief, economista guardonat amb el Premi Nobel d'Economia de 1973 (m. 1999).[42]
  - Nevada (Missouri): John Huston, director de cinema estatunidenc.
- 15 d'agost, Rennes: Suzanne Basdevant-Bastid, professora francesa de dret, especialista del dret internacional públic (m. 1995).[43]
- 17 d'agost, Lisboa (Portugal): Marcelo Caetano, polític portuguès.[4]
- 27 d'agost, Hamburg: Lis Beyer, artista tèxtil alemanya formada a la Bauhaus (m. 1973).[44]
- 1 de setembre, Baviera, Imperi Alemany: Franz Biebl, compositor alemany.
- 4 de setembre:
  - Stettin, Pomerània, Imperi Alemany, avui dia Szczecin, Polònia: Dita Parlo, actriu cinematogràfica.
  - Berlín: Max Delbrück, biòleg estatunidenc d'origen alemany, premi Nobel de Fisiologia o Medicina el 1969 juntament amb Alfred Hershey i Salvador Luria.
- 6 de setembre: París (França): Luis Federico Leloir, Premi Nobel de Química el 1970 (m. 1987).[45]
- 25 de setembre (12 de setembre segons l'antic calendari), Sant Petersburg: Dmitri Xostakóvitx, compositor rus (m. 1975).[46]
- 10 d'octubre, Xangai (Xina): Fei Mu, guionista i director de cinema xinès (m. 1951).[47]
- 14 d'octubre, Hannover, Imperi Alemany: Hannah Arendt, politòloga alemanya d'origen jueu
- 21 d'octubre, Worcester, Massachusetts: Lillian Asplund, una de les tres últimes supervivents de l'enfonsament del Titanic (m. 2006).[48]
- 24 d'octubre, Viena: Marie-Louise von Motesiczky, pintora austríaca (m. 1996).[49]
- 28 d'octubre: Ramón Rubial Cavia, polític espanyol, dirigent del PSOE.
- 2 de novembre, 
  - Milà: Luchino Visconti, director de cinema italià.
  - París: Claire Delbos, violinista i compositora francesa (m. 1959).[50]
- 3 de novembre, Viena: Alma Rosé, violinista i directora de l'Orquestra de Dones d'Auschwitz.[51]
- 14 de novembre, Cherryvale, Kansas: Louise Brooks, actriu estatunidenca, una de les cares més famoses del cinema mut (m.1985).[52]
- 18 de novembre, Nova York, EUA: George Wald, bioquímic estatunidenc, Premi Nobel de Medicina o Fisiologia de l'any 1967
- 22 de novembre, Herstal, Bèlgica: Rita Lejeune, romanista i medievalista belga (m. 2009).[53]
- 30 de novembre, Sevilla: Matilde Zapata, directora del diari càntabre La Región, afusellada pel franquisme (m. 1938).[54]
- 5 de desembre, Viena: Otto Preminger, director de cinema austríac-estatunidenc.
- 9 de desembre, Nova York: Grace Hopper, militar nord-americana, pionera en el món de la informàtica (m. 1992).[55]
- 19 de desembre, Kamianske: Leonid Bréjnev, polític soviètic.
- 23 de desembre, Nova York: Alice Kober, filòloga i arqueòloga estatunidenca, posà les bases per desxifrar l'escriptura lineal B (m. 1950).[56]
- 25 de desembre, Heidelberg, Alemanya: Ernst Ruska, físic i enginyer alemany, Premi Nobel de Física de l'any 1986.
- 26 de desembre, Buenos Aires: Imperio Argentina, actriu, cantant i ballarina hispano-argentina (m. 2003).[57]
- 30 de desembre, Putney, Londres (Anglaterra): Carol Reed, director de cinema britànic (m. 1976).[58]
- Berlín, Imperi Alemany: Ernst Boris Chain, bioquímic britànic.
- Quito (Equador): Jorge Icaza Coronel, novel·lista equatorià.
- María del Pilar Fernández Vega, conservadora de museus espanyola.[59]
- Savenay: André Bizette-Lindet, escriptor i medallista

## Necrològiques
Països Catalans
- 8 de gener, Girona: Tomàs Sivilla i Gener, bisbe i jurista català.
- 19 de gener: Bartolomé Mitre, militar argentí, president entre 1862 i 1868.
- 2 de juny - Torrejón de Ardoz, Comunitat de Madrid: Mateu Morral Roca, anarquista català, responsable de l'atemptat contra Alfons XIII i Victòria Eugènia (n. 1880).[60]
- Blas Causera Carrión, llatinista i teòleg valencià.

Resta del món
- 23 de febrer, Màlaga, Andalusia, Espanya: Manuel Danvila y Collado, advocat, historiador i polític valencià, ministre de Governació d'Espanya el 1892 durant la regència de Maria Cristina (n. 1830).
- 1 de març: José María de Pereda, novel·lista espanyol.
- 19 d'abril: Pierre Curie, químic francès, Premi Nobel de Física de l'any 1903 (n. 1859).[61]
- 23 de maig, Oslo: Henrik Ibsen, dramaturg noruec (n. 1828).[62]
- 5 de juny, Eduard von Hartmann, filòsof alemany.
- 10 de juny, Nova York: Mary Corinna Putnam, metgessa, escriptora, i sufragista nord-americana (n. 1842).[63]
- 17 de juliol, Carlos Pellegrini, advocat i polític argentí, president entre 1890 i 1892.
- 19 de juliol: Walter Buller, naturalista i ornitòleg neozelandès.[64]
- 5 de setembre, Duino, prop de Trieste (llavors part de l'Imperi Austrohongarès, avui Friül-Venècia Júlia, Itàlia): Ludwig Boltzmann, físic austríac, fundador de la mecànica estadística.
- 8 de setembre, Godella, Horta Nord: Joaquín María Arnau Miramón, arquitecte valencià.
- 22 d'octubre: Ais de Provença (Occitània): Paul Cézanne, pintor francès (n. 1839).
- 7 de desembre: Élie Ducommun, escriptor i editor suís, premi Nobel de la Pau el 1902.
- 30 de desembre, Wooler, Anglaterra: Josephine Butler, feminista i reformista social britànica.[65]

- Michael Anagnos, pedagog i educador d'invidents grec